# Alba Fehérvár
L'Alba Fehérvár est un club hongrois de basket-ball appartenant au Championnat de Hongrie de basket-ball, en première division. Le club est basé dans la ville de Székesfehérvár.

## Palmarès
- Champion de Hongrie : 1998, 1999, 2000, 2013 et 2017
- Coupe de Hongrie de basket-ball : 1999, 2000, 2013 et 2017
- Central European Basketball League : 2009

## Entraineurs successifs
- 2020- :  Arik Shivek

## Joueurs célèbres ou marquants
- Ádám Hanga
- Kornél Dávid
- Michael Lee
- James Farr
- Tony Crocker